# 吳默
吳默（1554年—1640年），字因之，直隸吳江縣人，明朝政治人物，萬曆壬辰進士。官至太僕寺卿。

## 生平
萬曆十年（1582年）壬午科應天鄉試第三十二名舉人。萬曆二十年（1592年）壬辰科会试第一名，二甲第三名進士。禮部觀政，六月授兵部主事，二十一年丁憂。二十七年補授禮部主事，二十九年升员外郎，历礼部郎中，三十一年迁尚宝司丞，三十六年进本司少卿，升通政司右參議，三十九年升右通政，四十年升左通政，四十二年官至太僕寺卿，天啓元年养病。崇禎十三年（1640年）卒。

## 家族
曾祖吳勉；祖父吳奎；父吳顒。